# Stazione di San Mommè
Stazione di San Mommè vasútállomás Olaszországban, Pistoia településen.

## Vasútvonalak
Az állomást az alábbi vasútvonalak érintik:
- Porrettana-vasútvonal

## Kapcsolódó állomások
A vasútállomáshoz az alábbi állomások vannak a legközelebb:
- Stazione di Castagno
- Stazione di Pracchia